# فيليب أوليفر
فيليب أوليفر (9 مايو 1956 في المملكة المتحدة - ) (بالإنجليزية: Philip Oliver)‏ هو لاعب كريكت بريطاني. لعب مع نادي وارويكشاير للكريكيت ‏ والمقاطعات الوطنية للكريكيت الإنجليزي والويلزي ‏ ونادي مقاطعة شروبشاير للكريكت ‏ ونادي مقاطعة ستافوردشاير للكريكت ‏.

## وصلات خارجية
- فيليب أوليفر على موقع إي آس بي آن كريك إنفو (الإنجليزية)